# Убийство Джалила Андраби
Джалил Андраби — кашмирский адвокат и политический деятель, связанный с Фронтом освобождения Джамму и Кашмира (JKLF). Смерть Андраби в марте 1996 года рассматривается как внесудебная расправа со стороны индийских военизированных формирований.
8 марта 1996, Андраби был задержан в Сринагаре солдатами 35-го подразделения Раштрия Райфл под командованием майора Автара Сингха, подчиняющегося индийской армии. Три недели спустя, тело Андраби было найдено плавающим в реке Джелам. Вскрытие показало, что он был убит спустя один день после его ареста. В суде г. Буджам было открыто дело против майора Автара Сингха.

## Убийство Джалила Андраби
Тело сорока двух летнего Андраби, адвоката, занимавшегося правозащитной деятельностью, и политического активиста выступавшего за независимость и связанного с Фронтом освобождения Джамму и Кашмира, было найдено в районе Курсу Раджбах города Сринагар на берегу реки Джелам утром 27 марта 1996. Тело находилось в мешке. По словам очевидцев, Андраби был задержан около 6:00 вечера 8 марта солдатами контр-повстанческого подразделения индийской армии Раштрия Райфлс, которые остановили его автомобиль в нескольких сотнях метров от его дома в городе Сринагар. В 2011 году индийское правительство выдала ордер на арест подозреваемого в организации убийства Сингха, который к этому времени покинул страну.

## Смерть Автара Сингха
9 июня 2012 Автар Синх, 47 лет, проживавший в г. Селма, Калифорния, США, расстрелял из пистолета свою семью: жену, 3-х летнего Джея Сингха, 15-летнего Кинвалджита Сингха, тяжело ранил в голову 17-летнего Канварпала Сингха. После этого он позвонил в полицию, сообщил об этом, сообщил что собирается совершить самоубийство и застрелился сам. Раненый сын скончался 17 июня в госпитале г. Селма.